# 니콜라이 벨랴예프
니콜라이 일리이치 벨랴예프(러시아어: Николай Ильич Беляев; 1903년 1월 19일 또는 2월 1일 러시아 제국 우파 ~ 1966년 10월 28일 소비에트 연방 모스크바)는 소비에트 연방의 정치인이다.

## 생애
벨랴예프는 1921년 18살의 나이로 소비에트 연방의 콤소몰과 공산당에 당원으로 가입하였다. 1925년부터 경제학을 공부하였으며 공산당의 초기 당원이였다. 1939년 벨랴예프는 노보시비르스크 지역에서의 제1서기가 되었으며 1943년에서 1955년 사이에서는 알타이 지역의 제1서기로 역임하였다. 소비에트 공산당 제1서기였던 니키타 흐루쇼프의 후원으로 벨랴예프는 모스크바에서 1955년 7월 12일부터 1958년 11월 12일까지 소련공산당 중앙위원회의 위원이 되었다. 1957년에는 게오르기 말렌코프, 뱌체슬라프 몰로토프와 라자리 카가노비치가 스탈린주의, 반당주의를 시도하였다가 실패하여 흐루쇼프에 의해 당에서 축출되었다. 금후 벨라예프는 USSR의 가장 높은 위원회까지 승진하였으며, 1957년 6월 29일부터 1960년 5월 4일까지 소비에트 연방 공산당의 정치국원이 되었다. 동시에 그는 1957년부터 1960년까지 카자흐스탄 공산당 중앙위원회의 제1서기 요직으로 임명되었다. 1959년 그는 카자흐스탄의 수확 실패로 강력한 비판을 받게 되었다. 흐루쇼프에 이어 제 2인자인 정치국원 프롤 코즐로프는 1960년 1월 알마티에서 벨라예프를 카자흐스탄 공산당 서기장의 자리에서 파면하였고 결국 흐루쇼프의 측근이였던 그는 정치국에서도 밀려나게 되었다. 1960년 잠시 스타브로폴 지방의 제1서기를 역임하였으나 그 이후 무의미한 지위로 전락하였다.

## 참고 문헌
- Michel Tatu: Macht und Ohnmacht im Kreml, Ullstein, Frankfurt 1967
- Merle Fainsod: Wie Russland regiert wird; Kiepenheuer & Witsch, 1965